# Acanthochelys spixii
Acanthochelys spixii е вид влечуго от семейство Chelidae.

## Разпространение
Видът е разпространен в Аржентина, Бразилия и Уругвай.